# 乙酸铀酰锌钠
乙酸铀酰锌钠是一种配位化合物，化学式为NaZn(UO2)3(C2H3O2)9，分子中存在配阴离子UO2(C2H3O2)3−。X射线单晶衍射表明，它的六水合物由[Zn(H2O)6]2+和{Na[UO2(CH3COO)3]3}2−构成。它可由乙酸铀酰、乙酸锌和乙酸在水中将Na+沉淀产生，并可用于Na+的重量分析。它在360~674 °C分解为2ZnU2O7·Na2U2O7。